# Coalcleugh
Coalcleugh – osada w Anglii, w hrabstwie Northumberland, w civil parish West Allen. Leży 49 km na południowy zachód od miasta Newcastle upon Tyne i 394 km na północ od Londynu.